# Bezirksbürgermeister (Berlin)
Der Bezirksbürgermeister ist in Berlin der Vorsitzende des Bezirksamtes eines Bezirks. Er ist Mitglied im Rat der Bürgermeister und führt die Dienstaufsicht über die fünf Bezirksstadträte des Bezirks, mit denen er zusammen das Bezirksamt bildet.

## Wahl und Abberufung
Er wird von der Bezirksverordnetenversammlung des Bezirks für die Dauer einer Wahlperiode gewählt, die mit dem Ende der Wahlperiode des Abgeordnetenhauses endet.
Die Wahl ist nach § 34 Abs. 1 Bezirksverwaltungsgesetz (BezVwG) eine notwendige Bedingung dafür, dass die Amtszeit des Bezirksamts beginnt. Der Bezirksbürgermeister kann nach § 35 Abs. 3 BezVwG mit einer Mehrheit von zwei Dritteln durch die Bezirksverordnetenversammlung abberufen werden.
Einer der fünf Bezirksstadträte wird durch die Bezirksverordnetenversammlung zum stellvertretenden Bezirksbürgermeister gewählt.

## Verhältnis zum Land
Die Bezirksbürgermeister oder die stellvertretenden Bezirksbürgermeister nehmen laut Artikel 68 der Verfassung von Berlin mindestens einmal im Monat an gemeinsamen Besprechungen Teil, dem Rat der Bürgermeister. Die Bezirksbürgermeister unterstehen der Dienstaufsicht des Regierenden Bürgermeisters von Berlin (Art. 75 Abs. 2 Verfassung von Berlin).
Bezirksbürgermeister sind gemäß § 34 Abs. 1, Abs. 2 BezVwG i. V. m. § 1 Abs. 1 S. 3 Bezirksamtsmitgliedergesetz (BAMG) Beamte auf Zeit.

## Verhältnis zur Bezirksverordnetenversammlung
Gemäß § 14 BezVwG ist das Bezirksamt zu den Sitzungen der Bezirksverordnetenversammlung und ihren Ausschüsse einzuladen und können die BVV und ihre Ausschüsse die Anwesenheit der Mitglieder des Bezirksamtes fordern.
Der Bezirksbürgermeister oder sein Vertreter können vor Eintritt in die Tagesordnung unabhängig von den Gegenständen der Beratung das Wort ergreifen. Den Mitgliedern des Bezirksamtes ist auf Verlangen jederzeit zu den Punkten der Tagesordnung das Wort zu erteilen.

## Tätigkeiten
Wie alle Mitglieder des Bezirksamtes ist er hauptamtlich tätig.
Gemäß § 39 Abs. 1 BezVwG führt der Bezirksbürgermeister den Vorsitz im Bezirksamt. Bei Stimmengleichheit gibt seine Stimme den Ausschlag, nach Abs. 2 übt er die Dienstaufsicht über die Bezirksstadträte aus, nach Abs. 3 ist er Mitglied des Rates der Bürgermeister.

## Liste der Bezirksbürgermeister in der Wahlperiode 2021–2026
| Bezirk | Bezirk                     | Bezirksbürgermeister    | Bezirksbürgermeister |
| Nr.    | Wappen und Name            | Name                    | Partei               |
| ------ | -------------------------- | ----------------------- | -------------------- |
| 1      | Mitte                      | Stefanie Remlinger      | Grüne                |
| 2      | Friedrichshain-Kreuzberg   | Clara Herrmann          | Grüne                |
| 3      | Pankow                     | Cordelia Koch           | Grüne                |
| 4      | Charlottenburg-Wilmersdorf | Kirstin Bauch           | Grüne                |
| 5      | Spandau                    | Frank Bewig             | CDU                  |
| 6      | Steglitz-Zehlendorf        | Maren Schellenberg      | Grüne                |
| 7      | Tempelhof-Schöneberg       | Jörn Oltmann            | Grüne                |
| 8      | Neukölln                   | Martin Hikel            | SPD                  |
| 9      | Treptow-Köpenick           | Oliver Igel             | SPD                  |
| 10     | Marzahn-Hellersdorf        | Nadja Zivkovic          | CDU                  |
| 11     | Lichtenberg                | Martin Schaefer         | CDU                  |
| 12     | Reinickendorf              | Emine Demirbüken-Wegner | CDU                  |